# Asteromyia chrysothamni
Asteromyia chrysothamni är en tvåvingeart som beskrevs av Ephraim Porter Felt 1918. Asteromyia chrysothamni ingår i släktet Asteromyia och familjen gallmyggor. Inga underarter finns listade i Catalogue of Life.